# 峰原 (塩尻市)
峰原（みねはら）は、長野県塩尻市の塩尻東地区の大字である。地区の人口は約700人。

## 地理
1999年12月21日に大字上西条、大字金井、大字中西条及び大字塩尻町の各一部から分立。JR中央本線・みどり湖駅（大字西条道畑）の両側に広がる住宅地となっている。

## 小・中学校の学区
市立小・中学校に通う場合、学区は以下の通りとなる。
| 地区     | 小学校               | 中学校             |
| -------- | -------------------- | ------------------ |
| 大字峰原 | 塩尻市立塩尻東小学校 | 塩尻市立塩尻中学校 |